# طنة صفراء الفم
طنة صفراء الفم (الاسم العلمي: Tonna luteostoma) (بالإنجليزية: Yellow mouth tun)‏ هي نوع من الحيوانات يتبع جنس الطنة من الفصيلة الطنية.